# Movimento Papua Livre

A bandeira da extinta República de Papua Ocidental, símbolo do movimento.

O Movimento Papua Livre (em indonésio: Organisasi Papua Merdeka, abreviado OPM) é uma organização de descolonização fundada em 1965 que reivindica a independência da parte ocidental da ilha de Nova Guiné da Indonésia. O território é administrado pela Indonésia sob as designações de províncias de Papua e Papua Ocidental (Irian Jaya). Desde sua criação a OPM vem tentando estabelecer diálogos diplomáticos, sempre com a condição de levar em cada reunião a bandeira de Papua Ocidental, o que é considerado um ato ilegal de acordo com as leis indonésias.
A organização e o movimento independentista não são apoiados pela maioria de imigrantes javaneses. No entanto, conta com a simpatia e o apoio de grande número de aborígenes papuanos que se consideram alheios a qualquer vínculo indonésio ou austronésio. De acordo com os simpatizantes do OPM, a administração indonésia em Papua Ocidental é uma ocupação militar.

## História

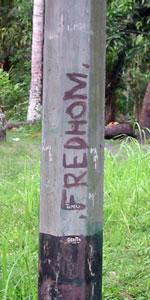
Grafite do movimento em Sentani, Papua.

Durante a Segunda Guerra Mundial, as Índias Orientais Holandesas (que se tornariam a Indonésia) foram orientadas por Sukarno para prover petróleo para o esforço de guerra japonês e subsequentemente declararam independência da República da Indonésia em 17 de agosto de 1945. A Nova Guiné Holandesa (Nova Guiné Ocidental), as regiões sob administração australiana, Território de Papua e Nova Guiné Britânica resistiram ao controle japonês e foram aliadas das forças norte-americanas e australianas durante a Guerra do Pacífico.
A relação pré-guerra entre os Países Baixos e a Nova Guiné Holandesa foi substituída com a promoção do serviços civis e outros em Papua até a administração indonésia começar em 1963. Apesar da existência de acordos entre a Austrália e os Países Baixos em 1957 que seria preferível para seus territórios unificar-se para a independência, a falta de desenvolvimento nos territórios australianos e os interesses dos EUA mantiveram as duas regiões separadas. O OPM foi fundado em dezembro de 1963, com o anúncio "Não queremos uma vida moderna! Rechaçamos todo tipo de desenvolvimento: grupos religiosos, agências de ajuda e organizações governmentais deixem-nos em paz! [sic]"
A Nova Guiné Holandesa realizou eleições em janeiro de 1961 e um Conselho da Nova Guiné foi estabelecido em abril. Contudo, em Washington, D.C. o conselheiro nacional de segurança, McGeorge Bundy, começou a fazer lobby junto ao presidente John F. Kennedy para que negociasse com a Indonésia a passagem da Nova Guiné Ocidental para controle indonésio; resultando no Acordo de Nova York, esboçado por Robert Kennedy e assinado pelos Países Baixos, Indonésia e pelas Organização das Nações Unidas em agosto de 1962.
Embora os Países Baixos tenham insistido que a população da Nova Guiné Ocidental tivesse direito à autodeterminação de acordo com a Carta das Nações Unidas e com a Resolução 1514 (XV) da Assembleia Geral da ONU a qual foi chamada de "Ato de Livre Escolha"; o Acordo de Nova York, ao contrário, estabeleceu um atraso de sete anos e retirou da ONU qualquer autoridade para supervisionar o ato. Grupos separatistas alçaram a bandeira de Papua Ocidental em 1 de dezembro, chamado por eles de "Dia da Independência de Papua". Um oficial da polícia indonésia especulou se as pessoas que realizaram tal ato poderiam ser acusadas de crime de traição, que acarreta pena de sete a vinte anos de prisão na Indonésia.
Em outubro de 1968, Nicolaas Jouwe, membro do Conselho da Nova Guiné e do Comitê Nacional de Papua Ocidental eleito pelo Conselho em 1962, fez lobby junto às Nações Unidas declarando que 30.000 tropas indonésias e milhares de civis indonésios estavam reprimindo a população de Papua. De acordo com o embaixador dos EUA, Galbraith, o ministro do exterior indonésio, Adam Malik, também acreditava que os militares indonésios estavam causando problemas no território e que o número de tropas deveria ser reduzido pelo menos em à metade. Posteriormente, Galbraith descreveu o OPM como "representante de uma massa amorfa de sentimento anti-Indonésia" com "possivelmente 85 a 90 porcento de papuanos, simpáticos à Papua Livre ou ao menos rejeitando intensamente os indonésios".
O brigadeiro-general Sarwo Edhie supervisionou a concepção e realização do Ato de Livre Escolha realizado entre 14 de julho e 2 de agosto de 1969. O representante da ONU, embaixador Oritiz Sanz, chegou no dia 22 de agosto de de 1968 e fez repetidos pedidos de que o brigadeiro-general para a Indonésia permitisse o sistema de uma pessoa, um voto (um processo conhecido como referendo ou plebiscito) mas esses pedidos foram rechaçados com base em que isso não havia sido especificado pelo Acordo de Nova York de 1962. Mil e vinte e cinco anciãos papuanos foram selecionados e instruídos sobre o procedimento a ser feito conforme especificado pelo Acordo de 1962. O resultado foi um consenso para a integração.

### Declaração da República de Papua Ocidental
Em resposta, Oom Nicolas Jouwe e dois comandantes do OPM, Seth Jafeth Roemkorem e Jacob Hendrik Prai, planejaram anunciar a independência de Papua em 1971. No dia 1 de julho de 1971, Roemkorem e Prai declararam uma República de Papua Ocidental, e esboçaram uma constituição.
Conflitos entre Roemkorem e Prai sobre a estratégia a ser adotada deram origem a uma divisão no OPM em duas facções: a PEMKA dirigida por Prai, e a TPN dirigida por Roemkorem. Isso enfraqueceu sobremaneira a capacidade do OMP de atuar como força centralizadora do combate. Permanece amplamente usada, entretanto, invocada tanto por lutadores contemporâneos quanto por ativistas políticos expatriados.
A partir de 1976, funcionários da companhia mineradora Freeport-McMoRan começaram a receber cartas do OMP ameaçando a companhia e exigindo ajuda em um plano insurrecional aser levado a cabo na primavera. A companhia recusou-se a cooperar com o OMP. De 23 de julho a 7 de setembro de 1977, insurgentes do OMP cumpriram suas ameaças e danificaram os tubos que levavam combustíveis e outras misturas químicas, cortaram telefone e cabos de energia, queimaram um armazém e detonaram explosivos em várias fábricas. A Freeport estimou o dano em US$123,871.23.
Em 1982 um Conselho Revolucionário do OPM (OPMRC) foi estabelecido, e sob a liderança de Moses Werror o conselho perseguiu a independência através de uma campanha diplomática internacional. O OPMRC busca a obtenção de reconhecimento internacional para a independência de Papua Ocidental através de forums internacionais como a ONU, o Movimento dos Países Não-Alinhados, o Fórum das Ilhas do Pacífico e a Associação de Nações do Sudeste Asiático.
Em 1984 OPM perpetrou um ataque à Jayapura, a capital provincial e cidade dominada por indonésios não-melanésios. O ataque foi rapidamente repelido pelos militares indonésios, que emendaram uma atividade contra-insurrecional mais ampla. Isso provocou um êxodo de refugiados papuanos, aparentemente apoiados pelo OPM, para os acampamentos situados na fronteira com a Papua-Nova Guiné.
Em 14 de fevereiro de 1986, a Freeport Indonésia recebeu a informação de que o OMP estaria novamente ativo em sua área, e que alguns de seus funcionários eram membros ou simpatizantes do movimento. Em 18 de fevereiro, uma carta assinada por um "General Rebelde" avisou que "Na quarta-feira, dia 19, vai chover em Tembagapura". Por volta das 22h, várias pessoas não identificadas cortaram os tubos de transmissão de combustível e outras misturas químicas com motosserras "causando perdas substanciais de misturas contendo minérios como cobre, prata e ouro, além de diesel." Os sabotadores ainda atearam fogo na linha de combustível e atiraram em um policial que tentava se aproximar das chamas. No dia 14 de abril do mesmo ano, insurgentes do OPM cortaram mais tubos e fios de eletricidade, destruíram o encanamento, e queimaram os pneus dos equipamentos. Tropas de reparo foram atacadas por atiradores do OMP quando se aproximavam dos locais dos ataques, fazendo com que a Freeport pedisse auxílio policial e militar.
Em incidentes separados em janeiro e agosto de 1996, o OMP capturou reféns europeus e indonésios, os primeiros de um grupo de pesquisa e os outros de uma madeireira. Os reféns do primeiro grupo foram mortos e os restantes libertados.
Em julho de 1998, um grupo do OMP hasteou sua bandeira da independência na caixa-d'água de Kota Biak, nas ilhas Biak. O grupo permaneceu lá pelos dias seguintes até que o Exército da Indonésia o dispersasse. Filep Karma estava entre os que foram presos.

## Organização
É difícil determinar qual é a organização interna do movimento. Em 1996, o Supremo Comandante era Mathias Wenda. Um porta-voz do movimento em Sydney, afirmou que há cerca de nova comandos independentes. Um jornalista freelance australiano, Ben Bohane, afirmou que existem sete comandos independentes. O Exército Nacional da Indonésia, defende que o movimento possui duas vertentes principais, o 'Quartel-General Victoria' e o 'Defensores da Verdade'. O primeiro é pequeno, e foi liderado por M. L. Prawar até que foi morto a tiros em 1991. O último é muito maior e opera em toda Papua Ocidental.
A maior organização, ou "Defensores da Verdade" (Pembela Kebenaran, abreviado como PEMKA), liderado por Jacob Prai e Seth Roemkorem foi a líder da Facção Victoria. Durante a matança de Prawar, Roemkorem era seu comandante.
Antes da separação, TPN/OPM estavam unificados sob a liderança de Seth Roemkorem como comandante da OPM, então presidente do Governo Provisório de Papua Ocidental, enquanto que Jacob Prai era o líder do senado. A OPM alcançou seu auge na organização e gerenciamento (em termos modernos) de sua estrutura. Nessa época, o governo do Senegal reconheceu a presença da OPM e permitiu que abrisse uma embaixada em Dakar, tendo Tanggahma como embaixador.
Nessa época, uma operação secreta foi planejada com o intuito de dividir o OPM, resultando na separação mencionada acima.
Devido à rivalidade, Roemkorem deixou sua base rumo aos Países Baixos. Então, Prai assumiu a liderança. John Otto Ondawame (que havia deixado a faculdade de direito em Jayapura por estar sendo seguido e ameaçado de morte pelas Forças Armadas da Indonésia dia e noite) tornou-se o braço-direito de Jacob Prai. Foi uma iniciativa de Prai estabelecer comandos regionais do movimento. Ele ordenou a criação de nove comandos regionais. A maioria deles era composta por membros de suas próprias tropas no quartel-general do PEMKA em Skotiau, na fronteira de Papua Ocidental.
Desses comandos regionais, Mathias Wenda era o comandante da região II (Jayapura - Wamena), Kelly Kwalik da Nemangkawi (regência de Fakfak), Tadeus Yogi (para a regência de Paniai), Bernardus Mawen para a região de Maroke e outros. Esses comandos tem estado ativos desde então.